# Fort Sarbinowo

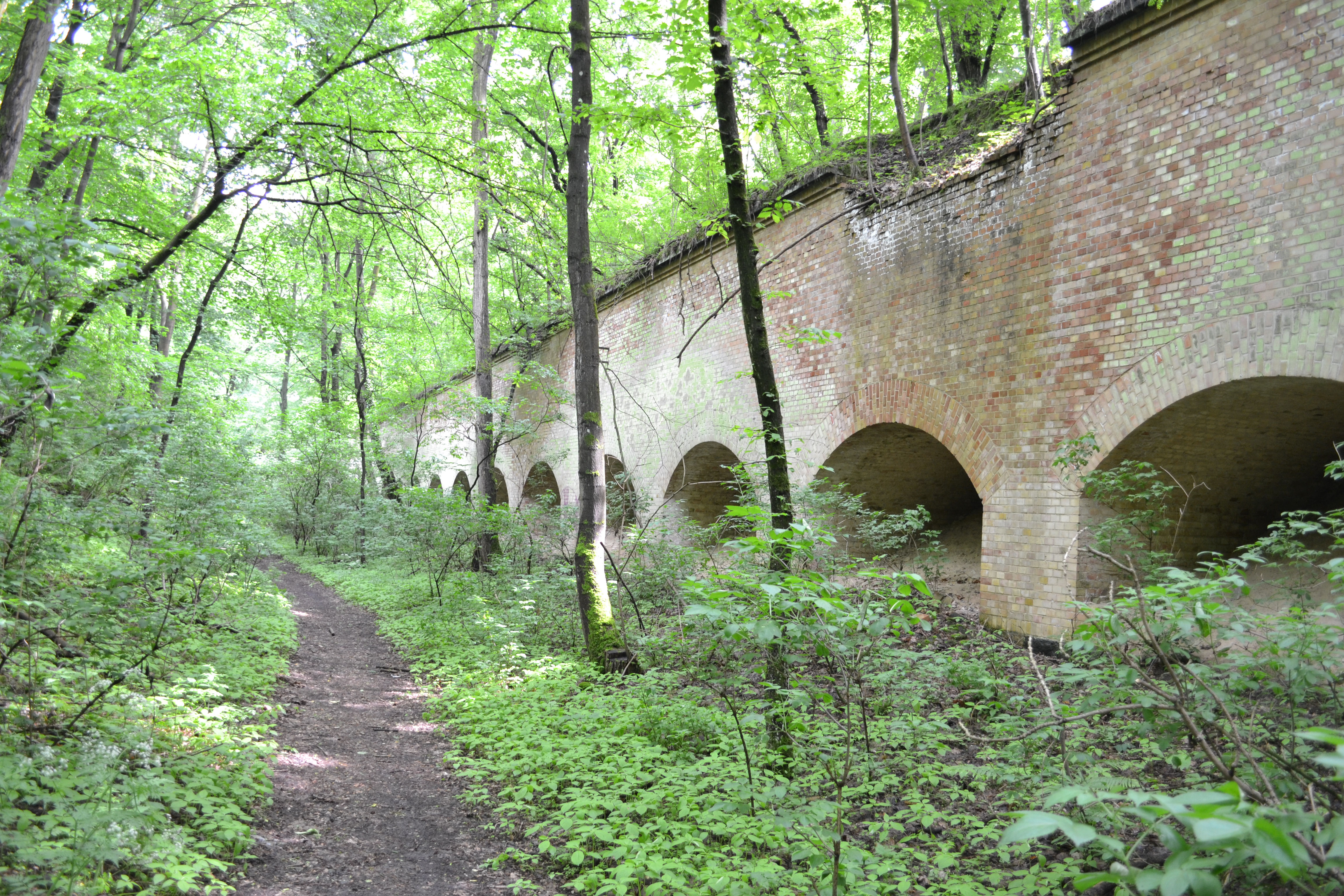
Fragment suchej fosy fortu

Fort Sarbinowo (niem. Fort Zorndorf) – jeden z czterech fortów Twierdzy Kostrzyn (pozostałe to: Fort Czarnów, Fort Gorgast i Fort Żabice), położony jest w Kostrzynie przy ul. Sportowej, prowadzącej w kierunku wsi Sarbinowo.

## Historia
W 1872 r. Twierdzę Kostrzyn postanowiono przekształcić w twierdzę fortową – to znaczy zaplanowano otoczyć ją wieńcem fortów artyleryjskich, które utrudniałyby przeciwnikowi bliskie podejście do twierdzy głównej i jej ostrzał artyleryjski. Było to zgodne z ówczesnymi tendencjami w budownictwie fortyfikacyjnym. Początkowo (w 1876 r.) planowano wybudowanie ośmiu fortów. Wkrótce jednak liczbę fortów zmniejszono do czterech – plan ten zrealizowano.
Fort Sarbinowo wybudowano w latach 1883–1889. Podstawowym materiałem budowlanym, jaki został użyty przy jego konstrukcji, była cegła. Spowodowało to, że jego odporność na ostrzał artyleryjski była niewielka. Dlatego też w latach 1889-90 fort został wzmocniony poprzez wylanie dodatkowej warstwy betonu na sklepieniach najważniejszych budowli fortu. Bardzo szybki rozwój techniki artyleryjskiej w tym okresie sprawił, że pomimo przeprowadzenia tych prac odporność fortu na ostrzał stale ulegała zmniejszeniu, a wartość bojową fortu w 1914 oceniono na bliską zeru.
W czasie I wojny światowej fort nie brał udziału w działaniach bojowych. Urządzono w nim obóz jeniecki, w którym byli przetrzymywani m.in. francuski lotnik Roland Garros i późniejszy radziecki marszałek Michaił Tuchaczewski. Po zakończeniu I wojny światowej w forcie Sarbinowo urządzono obóz przejściowy dla niemieckich optantów (obywateli niemieckiego pochodzenia, zamieszkałych na terenie tworzącej się II Rzeczypospolitej, którzy nie chcieli w niej pozostać).
Podczas II wojny światowej w forcie Sarbinowo urządzono fabrykę amunicji. Po jej zakończeniu teren fortu wykorzystywano do detonowania znalezionej w pobliżu amunicji, co spowodowało zniszczenie części budowli.
W 2006 roku obiekt został zinwentaryzowany w ramach projektu „Baltic Fort Route”.

## Opis
Fort Sarbinowo jest najbardziej imponującym spośród czterech fortów otaczających Twierdzę Kostrzyn. Wyposażony był w 24 działa. Łącznie jego załoga liczyła ok. 600 ludzi, w tym kompanię piechoty, artylerzystów, saperów, służby pomocnicze itp. Posiadał dwa wały: wyższy, w centralnej części fortu, przeznaczony dla artylerii i niższy, przeznaczony dla strzelców. Otoczony był suchą fosą o głębokości 6,5 m, szerokości 10,6 m i długości 1082 m. Fort Sarbinowo nigdy nie został użyty bojowo.